# Manuel Alviach Doladier

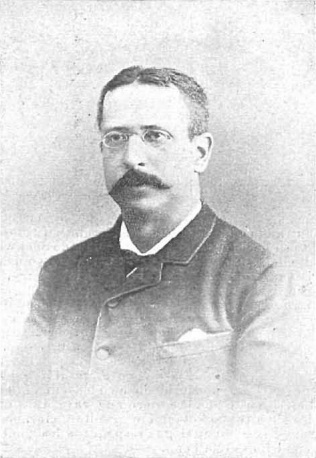
Francisco Lastres, fotografia d'Alviach, Nuevo Mundo, 1901.

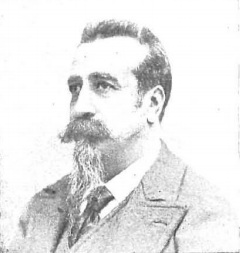
Enrique Gaspar y Rimbau, fotografia d'Alviach, Nuevo Mundo, 1902.

Manuel Alviach Doladier(Casp, 1846 - Madrid, 1924) va ser un fotògraf espanyol. Va viure a Girona durant una fase de la seva vida. Es va instal·lar a Madrid vers 1868, on va desenvolupar la seva carrera com a fotògraf durant l'últim quart del segle xix i començaments del segle XX i considerat en el seu moment com a integrant del «grup més distingit de fotògrafs de l'època», entre els quals també es trobaven Manuel Compañy, els germans Fernando i Edgardo Debás o Hermenegildo Otero. El seu estudi es trobava en el número 14 de la Puerta del Sol. Dirigí una revista anomenada «Daguerre. Sociedad de Fotógrafos Establecidos» de la que també en formaren part Christian Franzen, Manuel Compañy, Mariano Gombau i José Bueno.